# Apatitî
Apatitî (ru. Апатиты) este un oraș din Regiunea Murmansk, Federația Rusă și are o populație de 64.405 locuitori.